# Dolyna (Ternopil)
Dolyna (ukrainisch Долина; russisch Долина Dolina, polnisch Janów) ist ein Dorf im Rajon Ternopil der Oblast Ternopil im Westen der Ukraine etwa 10 Kilometer südlich der ehemaligen Rajonshauptstadt Terebowlja und 38 Kilometer südlich der Oblasthauptstadt Ternopil auf einer durch eine Schleife des Flusses Seret gebildeten Halbinsel gelegen.

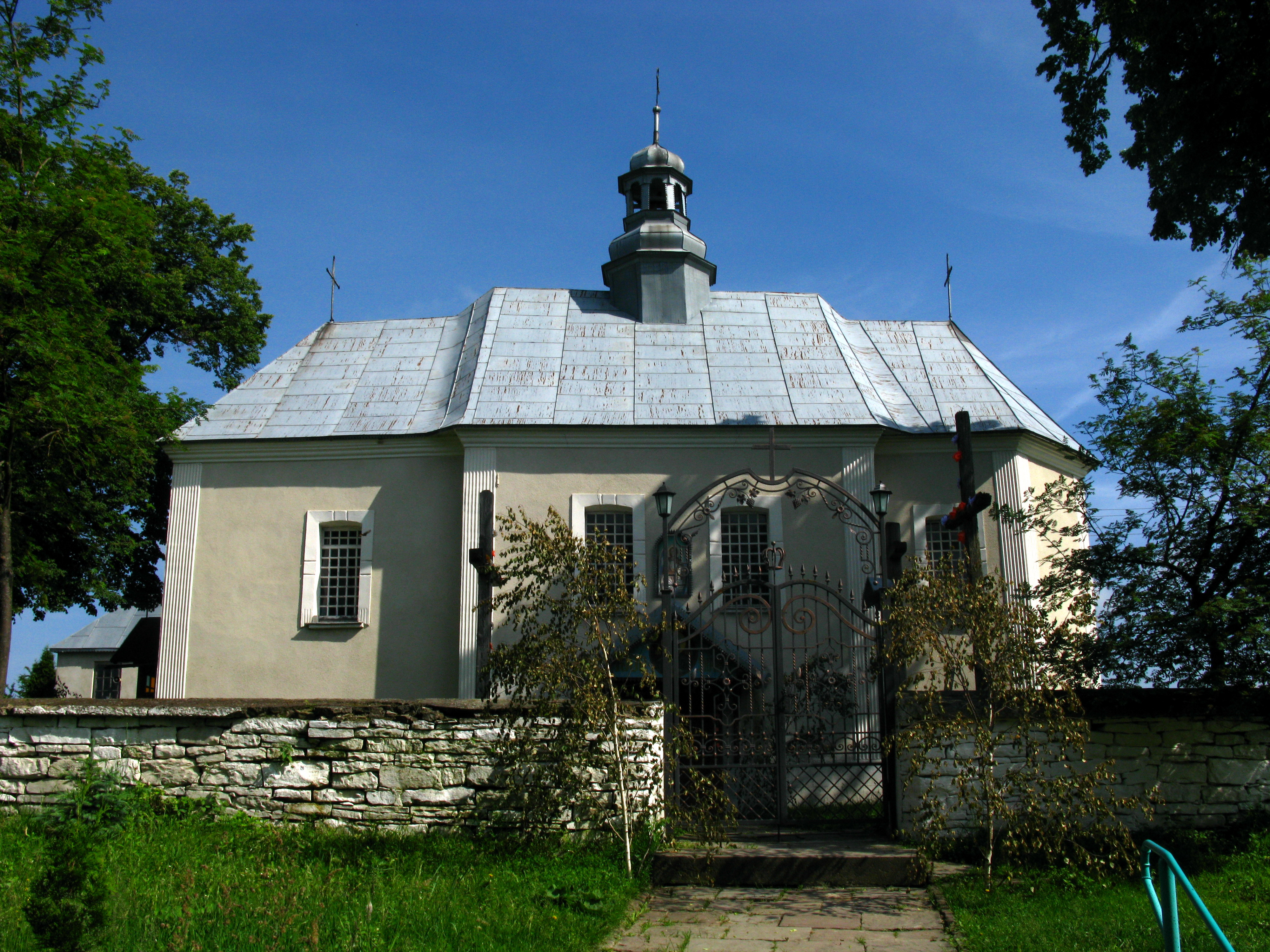
Kirche im Ort

Am 29. Juli 2015 wurde das Dorf ein Teil der neugegründeten Stadtgemeinde Terebowlja (Теребовлянська міська громада Terebowljanska miska hromada), bis dahin bildete es mit dem südwestlich gelegenen Dorf Slobidka (Слобідка) die gleichnamige Landratsgemeinde.
Am 17. Juli 2020 wurde der Ort Teil des Rajons Ternopil.
Der Ort wurde Ende des 15. Jahrhunderts zum ersten Mal schriftlich erwähnt. Im 16. Jahrhundert wurde er von Türken und Tataren vollständig zerstört. 1675 und 1685 wurde er wiederum von den Türken geplündert und niedergebrannt. Ein Feuer 1710 zerstörte die Stadt abermals.
1644 erhielt er das  Magdeburger Stadtrecht und gehörte zunächst zur Adelsrepublik Polen-Litauen (in der Woiwodschaft Ruthenien). Von 1774 bis 1918 kam er, mit Unterbrechung zwischen 1810 und 1815, als er als Teil des Tarnopoler Kreises an Russland abgetreten werden musste, unter seinem polnischen Namen Janów zum österreichischen Kronland Königreich Galizien und Lodomerien (bis 1918 im Bezirk Trembowla).
Nach dem Ende des Ersten Weltkrieges kam der Ort zu Polen (als Janów in die Woiwodschaft Tarnopol, Powiat Trembowla, Gmina Janów), wurde im Zweiten Weltkrieg 1939 bis 1941 von der Sowjetunion und dann bis 1944 von Deutschland besetzt und hier in den Distrikt Galizien eingegliedert. In dieser Zeit wurde die gesamte jüdische Bevölkerung ermordet. Die um 1700 erbaute hölzerne Synagoge wurde völlig zerstört.
Nach dem Ende des Krieges wurde der Ort der Sowjetunion zugeschlagen. Dort kam das nunmehr zum Dorf herabgestufte Janiw zur Ukrainischen SSR und ist seit 1991 ein Teil der unabhängigen Ukraine. Bis 1960 trug der Ort dann noch den Namen Janiw (Янів) und wurde dann auf den Namen Dolyna („Tal“) umbenannt.